# Pamoyanan (Plered)
Pamoyanan is een bestuurslaag in het regentschap Purwakarta van de provincie West-Java, Indonesië. Pamoyanan telt 5372 inwoners (volkstelling 2010).